# Tanjong Karang
Tanjong Karang is een plaats in de Maleisische deelstaat Selangor.
Tanjong Karang telt 6500 inwoners.